# 1531 en musique classique
| \| • Retour à la chronologie générale de la musique classique • \| |
| Grèce • Rome • Haut Moyen Âge • VIIIe siècle • IXe siècle • Xe siècle • XIe siècle XIIe siècle • XIIIe siècle • XIVe siècle • XVe siècle • XVIe siècle • XVIIe siècle XVIIIe siècle • XIXe siècle • XXe siècle • XXIe siècle |
| • Retour à la chronologie générale de la musique classique • |

| Années en musique classique : 1528 - 1529 - 1530 - 1531 - 1532 - 1533 - 1534    |
| Décennies en musique classique : 1500 - 1510 - 1520 - 1530 - 1540 - 1550 - 1560 |

## Naissances

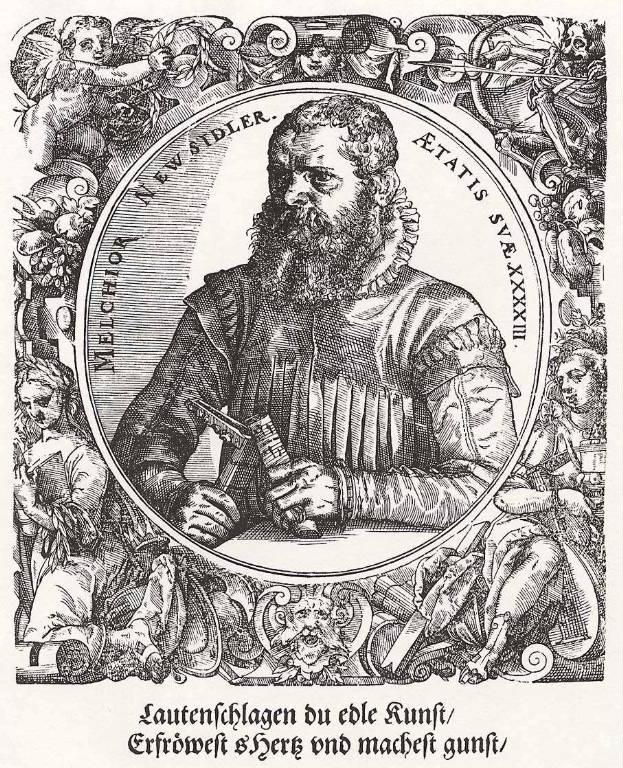
Melchior Neusidler

- Melchior Neusidler, compositeur et luthiste allemand († 1591).

Avant 1531 :
- Cornelis Boscoop, compositeur franco-flamand (inhumé le 9 octobre 1573).

1531 ou 1532 :
- Jacobus de Kerle, compositeur franco-flamand († 7 janvier 1591).